# Etienne Le Camus
Etienne Le Camus (Paris, 24 de setembro 1632 - Grenoble, 12 de setembro de 1707) foi um cardeal do século XVIII

## Biografia
Nasceu em Paris em 24 de setembro 1632. De uma família de Poitiers. Filho de Nicolas Le Camus, conselheiro estadual, e de Marie de la Barre.
Estudou na Universidade La Sorbonne , em Paris, obtendo o doutorado em teologia em 1650.
Esmoleiro do rei da França em tenra idade. Por causa de sua vida dissipada, o cardeal Jules Mazarin o exilou em Meaux. Chamado de volta à corte francesa, retirou-se para o mosteiro cartuxo de La Trappe em 1665. Essa experiência mudou sua leveza de espírito para um ascetismo que o levou a Port-Royal. Para ele, o jansenismo era mais uma questão de simpatia pessoal e disciplina espiritual do que uma doutrina. Impressionado com sua profunda mudança, o cardeal Mazarin o restabeleceu nas graças do rei e recomendou sua nomeação à sé de Grenoble.
Ordenado ao sacerdócio (sem data). Recusou a nomeação para a sé de Bazas em 1667. Mais tarde, foi promovido ao episcopado contra a sua vontade.
Eleito bispo de Grenoble, 1º de julho de 1671. Consagrado, 24 de agosto de 1671, igreja cartuxa, Paris, por Pierre du Cambout de Coislin, bispo de Orléans, auxiliado por Hugues de Bar, bispo de Lectoure, e por Jean de Rotundis de Biscaras , bispo de Béziers. Recusou-se a assinar a proposição do clero galicano de 1682.
Criado cardeal sacerdote no consistório de 2 de setembro de 1686 (2) . Não participou do conclave de 1689, que elegeu o papa Alexandre VIII. Participou do conclave de 1691, que elegeu o Papa Inocêncio XII. Recebeu o gorro vermelho e o título de S. Maria degli Angeli, em 8 de agosto de 1691. Participou do conclave de 1700, que elegeu o Papa Clemente XI.
Morreu em Grenoble em 12 de setembro de 1707. Exposto e enterrado na catedral de Grenoble.